# Gianone Egon
Gianone Egon (Budapest, 1910. június 20. – Bécs, 1999. november 6.) római katolikus pap, a Pázmáneum rektora.

## Élete
Diákkorában kapcsolódott be a Regnum Marianum életébe. 1928-ban érettségizett és felvételt nyert az esztergomi egyházmegyébe, teológiai tanulmányait a bécsi Pázmáneumban végezte. Ugyanakkor kispapként is folytatta a 10 éves korában megkezdett zenei tanulmányait.
Serédi Jusztinián esztergomi érsek 1933. július 16-án a Pázmáneum kápolnájában szentelte pappá. Drégelypalánkon és Nagymaroson káplánkodott, de közben letette utolsó szigorlatait és 1935. június 3-án Bécsben teológiai doktorátust szerzett.  1935. december 1-től az esztergomi szeminárium fundamentális tanára, majd 1940. március 29-től a Pázmáneum vicerektora. 1948-ban hontalanná vált, mert a magyar hatóságok elutasították útlevél-hosszabbítási kérelmét.
1951-ben megkapta az osztrák állampolgárságot. Pázmáneumi tisztsége mellett a bécsi érseki bíróságon is dolgozott jegyzőként, ügyészként, illetve bíróként, egészen 1998-ig. Ezenkívül részt vett az ausztriai magyar menekültek lelki gondozásában. Az 1960-as években az Österreichisches Biographisches Lexikon számára megírta számos magyar egyházi személy életrajzát. Lepold Antal rektor halála után 1971 májusától 1987 májusáig a Pázmáneum rektora, és ekként 1971. október 23. és 1975. május 6. között Mindszenty bíboros vendéglátója. Tevékenységének elismeréseképpen 1969-ben megkapta a Szent Lázár Lovagrend nagykeresztjét, 1987. május 16-án pápai prelátus, 1998-ban a Szent István-székesegyház tiszteletbeli kanonokja lett.
Hitbuzgalmi, társadalmi és cserkész témájú cikkei a Magyar Sion, Katolikus Gyermekvédelem, Katolikus Szemle, Teológia, Religion-Wissenschaft-Kultur, Szolgálat, Magyar Nemzet, Amerikai Magyarok Vasárnapja című lapokban jelentek meg.